# Ingrid Jonsson
Pour les articles homonymes, voir Jonsson.
Ingrid Jonsson, née le 13 septembre 1959, est une arbitre suédoise de football des années 1990. 

## Carrière
Elle a officié dans des compétitions majeures : 
- Coupe du monde de football féminin 1991 (5 matchs dont la finale en tant qu'arbitre assistant)
- Coupe du monde de football féminin 1995 (3 matchs dont la finale)
- JO 1996 (3 matchs)
- Algarve Cup 2000 (finale)